# Sciurus igniventris
Lo scoiattolo rosso dell'Amazzonia settentrionale (Sciurus igniventris Wagner, 1842) è una specie di scoiattolo arboricolo del genere Sciurus originaria del Sudamerica.

## Tassonomia
Attualmente, gli studiosi riconoscono due sottospecie di scoiattolo rosso dell'Amazzonia settentrionale:
- S. i. igniventris Wagner, 1842 (Colombia, Venezuela, Brasile e Perù);
- S. i. cocalis Thomas, 1900 (Ecuador).

## Descrizione
Lo scoiattolo rosso dell'Amazzonia settentrionale è lungo 24-29,5 cm e pesa 500-900 g. Ha zampe lunghe e una lunga coda folta, tenuta ripiegata sulla schiena quando l'animale è a riposo. Le orecchie, grandi e scarsamente ricoperte di pelo, sporgono parecchio al di sopra della sommità del capo, di colore nerastro. Le guance sono arancioni o marrone. La pelliccia del dorso è costituita da peli neri intervallati a peli gialli o arancioni. In alcuni casi l'intero dorso è di colore nero. La parte superiore delle zampe anteriori e posteriori è di colore marrone uniforme, rosso o arancione. La regione inferiore è scarsamente pelosa e nettamente distinta da quella superiore. La coda di solito è più lunga del corpo, molto voluminosa, e supera addirittura il diametro del corpo; la base è nera o marrone-rossastro scuro, mentre la parte distale è giallo-arancio. I piedi sono di colore rosso o arancione e non presentano peli neri. Le femmine hanno quattro paia di mammelle.

## Distribuzione e habitat
Lo scoiattolo rosso dell'Amazzonia settentrionale vive nelle regioni settentrionali del Sudamerica, nel bacino del Rio delle Amazzoni, a ovest del Rio Negro, in Brasile, Venezuela, Colombia ed Ecuador. A sud del Rio delle Amazzoni occupa le regioni settentrionali del Perù e, in Brasile, il bacino del fiume Juruá.
Vive prevalentemente nelle foreste pluviali.

## Biologia
È un animale diurno e arboricolo, ma all'occorrenza può scendere anche sul terreno. È generalmente solitario, ma si possono vedere più esemplari mangiare sullo stesso albero. La dieta è costituita prevalentemente da frutti, in particolare di quelli delle palme, che vengono consumati sul posto o trasportati per essere mangiati nelle vicinanze. Di solito va in cerca di cibo nei piani alti della foresta. Vive sia nelle foreste primarie che in quelle secondarie, e generalmente risiede sui rami medi e inferiori.

## Conservazione
Malgrado la deforestazione e la caccia a scopo alimentare, lo scoiattolo rosso dell'Amazzonia settentrionale è ancora molto numeroso e la sua popolazione sembra essere al sicuro; per questo motivo la IUCN lo inserisce tra le specie a rischio minimo.